# Leptocentrus vicarius
Leptocentrus vicarius är en insektsart som beskrevs av Walker. Leptocentrus vicarius ingår i släktet Leptocentrus och familjen hornstritar. Inga underarter finns listade i Catalogue of Life.